# Jürgen Engel (Biophysiker)

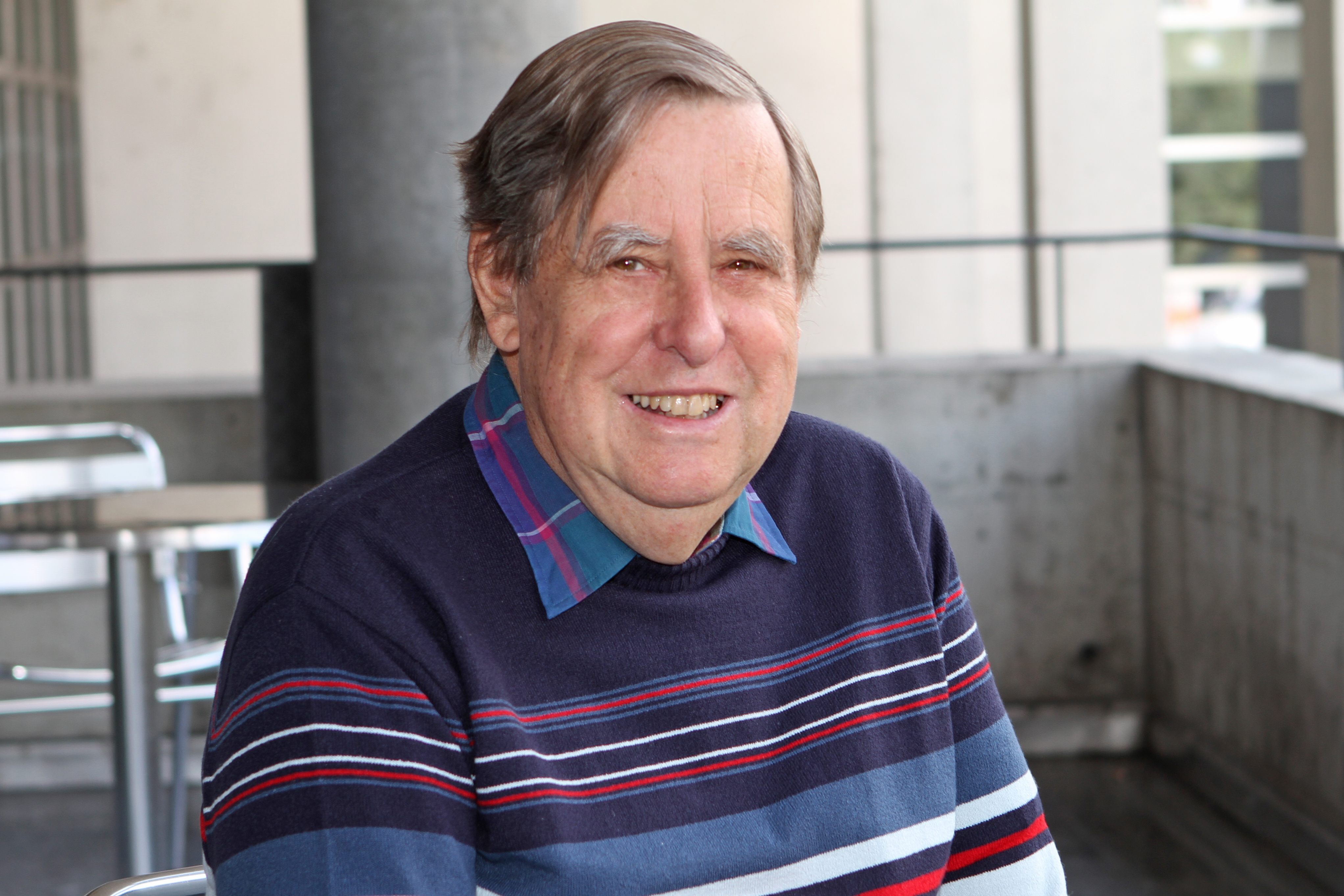
Jürgen Engel (2014)

Jürgen Engel (* 15. März 1935 in Berlin) ist ein in Deutschland geborener Schweizer Chemiker und Biophysiker.

## Leben
Jürgen Engel ist emeritierter Professor für Biophysikalische Chemie. Nach seinem Studium der Chemie promovierte er im Jahr 1962 am Max-Planck-Institut für Eiweiß- und Lederforschung in München. Dem folgte ein Aufenthalt als Gastwissenschaftler am Weizmann-Institut in Israel. Von 1965 bis 1966 war Engel bei Manfred Eigen, Nobelpreisträger für Chemie, am Max-Planck-Institut für Biophysikalische Chemie in Göttingen und anschließend als Forschungsgruppenleiter am Max-Planck-Institut für Eiweiss- und Lederforschung tätig. Von 1972 bis zu seiner Emeritierung 2004 forschte und lehrte Engel in der Abteilung Biophysikalische Chemie am Biozentrum der Universität Basel. Er war zwei Jahre Obmann der Institution sowie Dekan der Naturwissenschaftlichen Fakultät. Nach seiner Emeritierung am Biozentrum arbeitet er in der Forschungsabteilung des Shriners Hospital for Children in Portland, Oregon.

## Wirken
Jürgen Engel konzentrierte sich auf die extrazelluläre Matrix sowie Adhäsions- und Rezeptorproteine auf der Zelloberfläche, die eine wichtige Rolle bei der Zellkommunikation spielen. Er konnte mithilfe physikalischer Methoden, wie Cirkulardichroismus, Röntgenkristallographie, Kernresonanzspektroskopie und Elektronenmikroskopie die Funktion, Struktur und Dynamik von Kollagenen, Lamininen und anderen Matrixproteinen aufklären.
Es gelang seiner Gruppe, die Mechanismen zu klären, mit denen die α-helikalen Coiled-Coil Domänen des Laminins drei Ketten verbinden und die Assoziation des neuronalen Proteins Agrin vermittelt. Für das Matrixprotein COMP wurde eine kanalbildende fünfsträngige Coiled-Coil Domäne gefunden. Die Faltung der Kollagen-Dreifachhelix sowie die Erkennung der richtigen Kombination der drei Ketten ist bei genetischen Krankheiten wie Osteogenesis imperfecta durch Mutation auf verhängnisvolle Weise gestört. Der Klärung dieses wichtigen Problems hat sich Engel während seiner ganzen Laufbahn gewidmet. Zudem konnte er den Mechanismus der homophilen Interaktion der extrazellulären Domänen des E-Cadherins aufklären.

## Publikationen
- Laminins and other strange proteins. In: Biochemistry. 31 (1992), S. 10643–10651. PMID 1420180
- mit A. Tomschy, C. Fauser und R. Landwehr: Homophilic adhesion of E-cadherin occurs by a cooperative two step interaction of N-termina domains. In: EMBO J. 15 (1996), S. 3507–3514. PMID 8670853
- mit V. N. Malashkevich, R. A. Kammerer, V. Efimov und T. Schulthess: The crystal structure of a five-stranded coiled-coil in COMP: a prototype ion channel? In: Science. 274 (1996), S. 761–765. PMID 8864111
- Versatile Collagens in Invertebrates. In: Science. 277 (1997), S. 1785–1786. PMID 9324767
- mit K. Mizuno, S. Boudko und H. P. Bächinger: Vascular Ehlers-Danlos syndrome mutations in type III collagen differently stall the triple helical folding. In: J Biol Chem. 288 (2013), S. 19166–19176. PMID 23645670
- Biophysik-der physikalische Zugang zu biologischen Problemen. In: Physik Journal. 41, 1985, S. 327–328, doi:10.1002/phbl.19850411003.
- mit Ueli Aebi (Hrsg.): Cytoskeletal and Extracellular Proteins: Structure, Interactions and Assembly The 2nd International E.B.S.A. Symposium. (= Springer Series in Biophysics. 3). Springer, Berlin/Heidelberg 1989, ISBN 3-642-73925-3.
- A Critical Survey of Biomineralization. In: Springer Briefs in Applied Science and Technology 2017, ISBN 978-3-319-47710-7.